# Norra Vi distrikt
Norra Vi distrikt är ett distrikt i Ydre kommun och Östergötlands län. 
Distriktet ligger i östra delen av kommunen. 

## Tidigare administrativ tillhörighet
Distriktet inrättades 2016 och utgörs av socknen Norra Vi i Ydre kommun.
Området motsvarar den omfattning Norra Vi församling hade vid årsskiftet 1999/2000.